# باري لونغ
باري لونغ هو لاعب هوكي الجليد كندي، ولد في 3 يناير 1949 في رد دير في كندا.

## وصلات خارجية
- باري لونغ على موقع دوري الهوكي الوطني (الإنجليزية)
- باري لونغ على موقع EliteProspects.com (الإنجليزية)
- باري لونغ على موقع HockeyDB.com (الإنجليزية)
- باري لونغ على موقع Hockey-Reference.com (الإنجليزية)